# Ю Чин Гиль Августин
Ю Чин Гиль Августин или Августин Ю (кор. 유진길 아우구스티노, 1791 г., провинция Кёнгидо, Корея — 22.09.1839 г., Сеул, Корея) — святой Римско-Католической Церкви, мученик, отец самого молодого корейского мученика Петра Ю.

## Биография
Августин Ю родился в 1791 году в семье правительственного чиновника. Ю Чин Гиль с раннего возраста изучал конфуцианство, даосизм и буддизм, чтобы найти в них ответы на свои вопросы о смысле жизни.
Познакомившись с католическим катехизатором Павлом Чоном, Ю Чин Гиль стал изучать христианство. В октябре 1824 года он вместе с Павлом Чоном отправился в Пекин, чтобы там просить католического епископа послать священников в Корею. Встретившись с епископом, Ю Чин Гиль попросил его о крещении, во время которого он принял имя Августин. Епископ предложил Августину Ю написать письмо Римскому папе и сообщить ему о нехватке католических священнослужителей в Корее. Это письмо было доставлено в Макао, где оно было переведено миссионерами на латинский язык и отправлено в Рим Григорию XVI. Это письмо вдохновило Григория XVI на создание 9-го сентября 1831 года апостольского викариата Кореи.
В июле 1839 года Августин Ю был арестован за исповедание христианства. Его подвергли жестоким пыткам, чтобы добиться от него отречения от католицизма. Августин Ю был казнён 22 сентября 1839 года в Сеуле вместе с Павлом Чоном.

## Прославление
Ю Чин Гиль Августин был беатифицирован 5 июля 1925 года Римским Папой Пием XI и канонизирован 6 мая 1984 года Римским Папой Иоанном Павлом II вместе с группой 103 корейских мучеников.
День памяти в Католической Церкви — 20 сентября.

## Источник
- Catholic Bishops’ Conference of Korea Newsletter No. 35 (Summer 2001) (недоступная ссылка), 36 (Fall 2001), 37 (Winter 2001)  (англ.)